# Morfisch veld
Een morfisch veld (van het Oudgriekse woord 'morphē' μορφή; uiterlijke vorm) is een door de Britse wetenschapper Rupert Sheldrake geïntroduceerd begrip waaraan de theorie van morfische resonantie gekoppeld is. Deze hypothese is gebaseerd op de veldtheorie (een psychologische theorie ter verklaring van de interactiepatronen tussen een individu en zijn - sociale - omgeving), waarbij een holistische benadering wordt gebruikt.
De theorie stelt dat er uitwisseling van informatie door groepen van gelijkaardige morfische eenheden plaatsvindt, via morfische velden, die een collectief geheugen vormen. De term morfisch veld omvat morfogenetische, gedrags-, sociale, culturele en geestelijke velden.
Michael Faraday was in de jaren 1840 de eerste die het veldbegrip in de wetenschap gebruikte, en wel in verband met elektriciteit en magnetisme. Cruciaal was zijn idee dat we onze aandacht niet moeten richten op een energiebron, maar op de ruimte eromheen.
De theorie rond de morfische velden richt zich op de vraagstukken rond gewoontevorming in de natuur zoals kristalvorming, de oriëntatie van duiven op weg terug naar hun hok, het gedrag van termieten bij het bouwen van burchten, onderzoek naar fantoomledematen, de vraag hoe honden weten wanneer hun baasje in aantocht is, of hoe iemand "voelt" dat iemand anders naar hem of haar staart.

## Hypothese
Sheldrake gaat uit van een veld in en rondom een zogenaamde morfische eenheid, een eenheid van vorm, organisatie of rangschikking van in beginsel willekeurige omvang. Het morfische veld bepaalt het voor die morfische eenheid karakteristieke gedragspatroon.
Het morfische veld zou aan de basis liggen van de vorming en het gedrag van holonen en 'morfische eenheden'. Het ontstaat door het herhaaldelijk voorkomen van gelijkaardige handelingen of gedachten. De verdere hypothese is dan dat een bepaalde 'morfische eenheid' welke tot een bepaalde groep behoort die reeds een morfisch veld heeft gecreëerd, door zogenaamde morfische resonantie als het ware wordt afgestemd op dat veld. De 'morfische eenheid' zal dan enerzijds informatie uit het veld lezen, hetgeen zijn eigen gedrag en ontwikkeling gaat leiden en anderzijds op basis hiervan via dezelfde morfische resonantie informatie uit de eigen ervaring teruggeven naar het veld. Hierdoor wordt het collectieve morfische veld sterker.
Volgens Sheldrake vormen de morfische velden een steeds uitgebreider en sterker wordend universeel veld voor organische, levende en abstracte, geestelijke morfische eenheden.
In de negentiende eeuw bleef het veldbegrip beperkt tot elektromagnetisme en licht. In zijn algemene relativiteitstheorie breidde Einstein het in de jaren twintig uit tot de zwaartekracht. Volgens Einstein omvat het universele zwaartekrachtsveld dat in de buurt van materie gekromd is, het hele universum. Bovendien worden velden nu, door de ontwikkeling van de kwantumfysica, geacht ten grondslag te liggen aan alle atomaire en subatomaire structuren. Elk soort 'deeltje' wordt opgevat als een kwantum trillingsenergie in een veld. Elektronen zijn trillingen in elektronenvelden, protonen trillingen in een protonenveld, enzovoort. Kwantummaterievelden, elektromagnetische velden en zwaartekrachtvelden verschillen van aard, maar ze hebben de algemene kenmerken van een veld als een invloedssfeer met een karakteristiek ruimtelijk patroon gemeen.

## Experimenten
Sheldrake voert ter ondersteuning van zijn theorie rond morfische velden een aantal experimenten aan.
- De velden van termietenkolonies. Hij merkte op dat termieten, net als mieren, kolonies bouwen zonder specifieke 'blauwdruk' terwijl ze toch zeer "doelgericht" en coöperatief te werk lijken te gaan. Bij de bouw van bogen in termietenkolonies bijvoorbeeld, maken werkers eerst pilaren, die vervolgens naar elkaar toe buigen tot de groeiende uiteinden elkaar raken. Dit terwijl de werkers elkaar niet kunnen zien. Ze zijn blind. De suggestie dat termietenkolonies door velden worden georganiseerd houdt geen ontkenning in van het belang van normale zintuiglijke communicatie. We weten dat termieten, net als mieren, op verschillende manieren met elkaar communiceren: door geluid, door aanraking, door voedsel te delen en door reuk. 
Sheldrake stelt voor om het experiment van Eugène Marais (een Zuid-Afrikaanse wetenschapper) te herhalen die een staalplaat dwars in een termietenheuvel plaatste. De werkers aan de ene zijde van de plaat bouwden eenzelfde toren als aan de andere kant. Dit werpt de vraag op, waar elke werker zijn deel van het algemene ontwerp vandaan haalt?
- Het staarexperiment. In deze experimenten (reeds uitgevoerd door Johannes Jacobus Poortman in 1959 die het onderwerp in Het tijdschrift van de vereniging voor parapsychologisch onderzoek weer ter sprake bracht) zou 60% van geblinddoekte proefpersonen waarnaar gestaard wordt inderdaad aangeven dat er naar hen gestaard wordt, in plaats van de statistisch te verwachten 50%. Er zou hiermee een overdracht zijn van "aangestaard worden", maar niet van "niet aangestaard worden".[3] 
In zijn eigen experimenten viel het Sheldrake op dat de prestaties van enkele mensen beter waren: ze hadden het meestal goed. Hij stelde voor om een procedure te ontwikkelen die uitzonderlijk begaafde mensen te identificeren met wie meer gedetailleerde experimenten konden worden uitgevoerd. Hij geeft dan ook een aantal simpele vervolgvragen zoals; maakt het uit wie er kijkt? Zijn sommige mensen effectievere kijkers dan andere? Treedt het gevoel dat er naar je gekeken wordt ook op als er een raam tussen kijker en proefpersoon zit? etc.
- Voor de overige experimenten: zie[2]. Er is tevens online een aantal experimenten beschikbaar.[4]

## Respons
De theorieën rond morfische velden roepen, zoals altijd in de wetenschap, controverses op en worden soms als pseudowetenschappelijk beschouwd. Bij het grote publiek vonden de theorieën wel enige weerklank. In Nederland en Vlaanderen werden ze met name bekend door de deelname in 1993 van Sheldrake aan het VPRO-televisieprogramma Een Schitterend Ongeluk van Wim Kayzer.
Op kritiek op de experimenten waarin sceptici aantoonden dat er bij de staarexperimenten geen ander resultaat was dan uit de normale kansberekening, repliceerde Sheldrake dat het feit dat de experimenten door sceptici werden uitgevoerd door middel van een morfisch veld de resultaten kan beïnvloeden: aanhangers van de theorie bevorderen een positief resultaat, sceptici verminderen het effect van het morfische veld in het experiment. Hiermee zou ook een door een scepticus uitgevoerd negatief resultaat de theorie bevestigen. 
De oprichter van The Skeptics Society, Michael Shermer, merkte hier in 2005 in de Scientific American over op dat door deze vorm van interpretatie van resultaten zowel positieve als negatieve resultaten de theorie zouden bevestigen, waardoor zij niet weerlegbaar en niet bewijsbaar is. Volgens Shermer ligt de bewijslast bij de aanhangers van de theorie en niet bij de sceptici.